# 伊藤良明
伊藤良明，日本男性動畫師、人物設計師，隸屬於SHAFT。

## 概要
十分擅長繪畫圓滑的臉形、以及一些帶有「萌系」畫風的角色。於《不可思議的教室》OP2負責特別的舞動部分並開了名，因此一躍成名。於《向陽素描》首次擔當人物設計，之後亦參與數部作品的總作畫監督一職。

## 作品列表

### 電視動畫
- 拇指姑娘（おやゆび姫物語，1992年）原畫
- 無責任艦長（無責任艦長タイラー，1993年）原畫
- 十二生肖爆烈战士（十二戦支 爆烈エトレンジャー，1995年－1996年）作畫監督
- 秀逗魔導士NEXT（スレイヤーズNEXT，1996年）原畫
- 少女革命（少女革命ウテナ，1997年）原畫
- 超時空金牌小女將（バトルアスリーテス 大運動会，1997年－1998年）作畫監督
- 魔法陣都市（サイレントメビウス，1998年）作畫監督
- （1998年）原畫
- （1999年）作畫監督
- （1999年）作畫監督
- 地球防禦企業（地球防衛企業ダイ・ガード，1999年－2000年）作畫監督
- 此時此刻的我（今、そこにいる僕，1999年－2000年）原畫
- 櫻花大戰（サクラ大戦，2000年）作畫監督
- 幻影死神（ブギーポップは笑わない Boogiepop Phantom，2000年）作畫監督
- （2000年）作畫監督、原畫
- （2001年）原畫
- 妹妹公主（シスター・プリンセス，2001年）原畫
- 人造人009 THE CYBORG SOLDIER（サイボーグ009 THE CYBORG SOLDIER，2001年－2002年）原畫
- 魔力女管家 （まほろまてぃっく，2001年）作畫監督、作畫監督補
- 七小花（七人のナナ，2002年）作畫監督
- 魔力女管家～更美麗的事物～ （まほろまてぃっく 〜もっと美しいもの〜，2002年－2003年）作畫監督、作畫監督補
- （2003年）作畫監督
- 愛的魔法（まぶらほ，2003年－2004年）作畫監督、原畫
- 这丑陋又美丽的世界（この醜くも美しい世界，2004年）作畫監督
- 愛麗絲學園（学園アリス，2004年－2005年）人物設計、總作畫監督
- 不可思議的教室（ぱにぽにだっしゅ!，2005年）作畫監督、作監協力、原畫、Eyecatch作畫・OP原畫
- REC（2006年）作畫監督
- 魔法老師！？（ネギま!?，2006年－2007年）作畫監督、作畫監督協力
- 向阳素描（ひだまりスケッチ，2007年）人物設計、總作畫監督、作畫監督
- 絕望先生（さよなら絶望先生，2007年）總作畫監督（與守岡英行、山村洋貴共同擔當）、原畫
- ef - a tale of memories. （2007年）作畫監督、作監協力、原畫
- 向阳素描×365（ひだまりスケッチ×365，2008年）人物設計、總作畫監督、作畫監督、原畫
- ef - a tale of melodies. （2008年）作畫監督
- 玛莉亚狂热（まりあ†ほりっく，2009年）作畫監督、OP原畫
- （2009年）總作畫監督、作畫監督、原畫
- 化物語（化物語，2009年）作畫監督補佐
- 懺·絕望先生（【懺・】さよなら絶望先生，2009年）ED原畫
- 向陽素描×☆☆☆（ひだまりスケッチ×☆☆☆，2010年）人物設計、總作畫監督、作畫監督
- 女僕咖啡廳（それでも町は廻っている，2010年）作畫監督、ED原畫
- 魔法少女小圓☆魔力（魔法少女まどか☆マギカ，2011年）作畫監督、作畫監督協力
- 瑪莉亞狂熱 ALIVE（まりあ†ほりっく あらいぶ，2011年）作畫監督協力、OP作畫監督

### 劇場映画
- 奇诺之旅 疾病之国 -For You-（キノの旅 病気の国 ―For You―，2007年）人物設計

### OVA
- （2000年）作畫監督、原畫
- （2003年）作畫監督
- 魔法老师！？春（ネギま!?春，2006年）作畫監督協力
- 獄·絶望先生（【獄・】さよなら絶望先生，2009年）作畫監督、作畫監督協力
- 妄想改造人改藏（かってに改蔵，2011年）OP作畫監督、原畫